# Shlomit Malka
Pour les articles homonymes, voir Malka.
Shlomit Malka (hébreu : שלומית מלכה), née le 23 décembre 1993 à Tel Aviv-Jaffa, en Israël, est un mannequin israélien.

## Biographie
Shlomit Malka est née en 1993 à Tel Aviv-Jaffa, en Israël.

### Parcours professionnel
Comme mannequin, elle a travaillé pour Chanel, Lancôme, Ralph Lauren et Bershka. Elle a également présenté la version israélienne de l'émission de télévision The Voice,.

### Vie privée
Ses parents sont originaires du Maroc et d'Ukraine. Elle a été mariée avec l'acteur Yehuda Levi ; elle en a divorcé en 2022. Elle vit à New York. Depuis 2023, elle est revenue à une pratique stricte du judaïsme.